# Єрмоловка (Ульяновська область)
Єрмоловка (рос. Ермоловка) — село в Вешкаймському районі Ульяновської області Російської Федерації.
Населення становить 1035 осіб. Входить до складу муніципального утворення Єрмоловське сільське поселення.

## Історія
Від 2004 року входить до складу муніципального утворення Єрмоловське сільське поселення.

## Населення
| 2010 |
| ---- |
| 1035 |